# Río Adâncata (Bahluieț)
El río Adâncata es un corto río de Rumania, un afluente del río Bahluieț, de la cuenca del río Jijia, tributario del río Danubio.